# Acanthodelta sinistra
Acanthodelta sinistra là một loài bướm đêm trong họ Noctuidae.